# العلاقات الأذربيجانية الليبية
العلاقات الأذربيجانية الليبية هي العلاقات الثنائية التي تجمع بين أذربيجان وليبيا.

## مقارنة بين البلدين
هذه مقارنة عامة ومرجعية للدولتين:
| وجه المقارنة                                              | أذربيجان        | ليبيا                                       |
| --------------------------------------------------------- | --------------- | ------------------------------------------- |
| المساحة (كم2)                                             | 86.60 ألف       | 1.76 مليون                                  |
| عدد السكان (نسمة)                                         | 10.00 مليون     | 6.37 مليون                                  |
| الكثافة السكانية (ن./كم²)                                 | 115.47          | 3.62                                        |
| العاصمة                                                   | باكو            | طرابلس                                      |
| اللغة الرسمية                                             | اللغة الأذرية   | اللغة العربية، اللغة العربية الفصحى الحديثة |
| العملة                                                    | مانات أذربيجاني | دينار ليبي                                  |
| الناتج المحلي الإجمالي (بليون دولار)                      | 40.75 مليار     | 50.98 مليار                                 |
| الناتج المحلي الإجمالي (تعادل القوة الشرائية) بليون دولار | 171.56 مليار    | 69.32 مليار                                 |
| الناتج المحلي الإجمالي الاسمي للفرد دولار أمريكي          | 5.50 ألف        |                                             |
| الناتج المحلي الإجمالي للفرد دولار أمريكي                 | 17.52 ألف       | 15.60 ألف                                   |
| مؤشر التنمية البشرية                                      | 0.751           | 0.724                                       |
| رمز المكالمات الدولي                                      | +994            | +218                                        |
| رمز الإنترنت                                              | .az             | .ly                                         |
| المنطقة الزمنية                                           | ت ع م+04:00     | ت ع م+02:00، توقيت شرق أوروبا               |

## منظمات دولية مشتركة
يشترك البلدان في عضوية مجموعة من المنظمات الدولية، منها:
| علم المنظمة | اسم المنظمة                        | تاريخ انضمام أذربيجان | تاريخ انضمام ليبيا |
| ----------- | ---------------------------------- | --------------------- | ------------------ |
|             | منظمة التعاون الإسلامي             | 1991                  | ?                  |
|             | الاتحاد البريدي العالمي            | ?                     | ?                  |
|             | يونسكو                             | 3 يونيو 1992          | 27 يونيو 1953      |
|             | البنك الدولي للإنشاء والتعمير      | 18 سبتمبر 1992        | 17 سبتمبر 1958     |
|             | وكالة ضمان الاستثمار متعدد الأطراف | 23 سبتمبر 1992        | 5 أبريل 1993       |
|             | الاتحاد الدولي للاتصالات           | 10 أبريل 1992         | 3 فبراير 1953      |
|             | منظمة الشرطة الجنائية الدولية      | ?                     | ?                  |
|             | مؤسسة التمويل الدولية              | 11 أكتوبر 1995        | 18 سبتمبر 1958     |
|             | الأمم المتحدة                      | 2 مارس 1992           | 14 ديسمبر 1955     |
|             | مؤسسة التنمية الدولية              | 31 مارس 1995          | 1 أغسطس 1961       |
|             | منظمة حظر الأسلحة الكيميائية       | ?                     | ?                  |

## وصلات خارجية
- موقع وزارة الخارجية الأذربيجانية
- موقع وزارة الخارجية الليبية